# Konrad Gorges
Konrad Gorges (né le 17 juillet 1898 à Cassel et mort le 7 novembre 1968 à Maring-Noviand) est un avocat et homme politique allemand (Parti populaire allemand ; Parti national-socialiste des travailleurs allemands). De 1938 à 1945, il est maire de Trèves, à partir de 1943 également du Luxembourg et en 1945, il est maire de Coblence pendant quatre semaines.

## Biographie
Diplômé et titulaire d'un doctorat en droit, il travaille de 1926 à 1933 au district de Coblence. Après avoir été membre du DVP, il adhère au NSDAP le 1er avril 1933 (numéro d'adhérent 1 710 012). Hermann Göring, en sa qualité de ministre prussien de l'Intérieur, le nomme début avril 1933 administrateur de l'arrondissement d'Altenkirchen, où il reste en poste jusqu'en juillet 1938. Du 1er août 1938 à 1945, il est maire de la ville de Trèves et, à partir du 1er août 1943, succédant à Richard Hengst (de), également maire de Luxembourg. En outre, il est membre du conseil de surveillance de Rheinisch-Westfälische Elektrizitätswerke AG. Le 12 février 1945, le Gauleiter Gustav Simon le nomme maire par intérim de la ville de Coblence, le maire Nikolaus Simmer ayant été enrôlé dans la Wehrmacht. C'est de là qu'il s'enfuit en mars 1945, avec une grande partie de l'administration de Coblence, pour fuir l'approche des troupes américaines sur la rive droite du Rhin. Il n'a cependant aucune influence sur le développement de la ville, fortement détruite par les raids aériens (de). Après que les Américains se soient approchés de la ville le 12 mars 1945, tous les ponts de Coblence ont été détruits le 9 mars. Il veille ensuite à ce que les quelques employés administratifs restants reçoivent une nouvelle direction en la personne du directeur du port Franz Lanters (de). Ce dernier est rapidement nommé maire de Coblence par les Américains.
Konrad Gorges est interné jusqu'en 1948. La décision de la Spruchkammer de 1949 n'impute aucune mesure antisémite à Gorges et le classe dans le groupe IV (disciples) ; le tribunal de première instance l'a même classé dans le groupe V (non incriminé) (Reinhard Bollmus).